# Переходный военный совет (Чад)
Переходный военный совет (фр. Conseil militaire de transition, CMT) — нынешнее правящее переходное военное правительство Чада.
20 апреля 2021 года Переходный военный совет объявил о смерти бывшего президента Идриса Деби и заявил, что возьмет на себя власть в Чаде и продолжит боевые действия против повстанцев FACT на севере страны. Переходный военный совет возглавляет Махамат Идрис Деби, сын покойного президента.

## Формирование
20 апреля 2021 года официальный представитель CMT генерал Азем Бермандоа Агуна объявил о создании Переходного военного совета по государственному телевидению. В тот же день Махамат Идрис Деби назвал 15 генералов, включая его самого, которые войдут в совет. Было объявлено, что совет придет к власти на восемнадцать месяцев, после чего состоятся выборы.